# Große Laine (Ammer)
Die Große Laine, im Oberlauf Himmelreichgraben genannt, ist ein Bach in den Ammergauer Alpen in der Gemeinde Oberammergau im Landkreis Garmisch-Partenkirchen in Bayern. Er ist etwa 6,5 Kilometer lang, hat ein Einzugsgebiet von etwa 9 Quadratkilometern und mündet in die Ammer.

## Verlauf

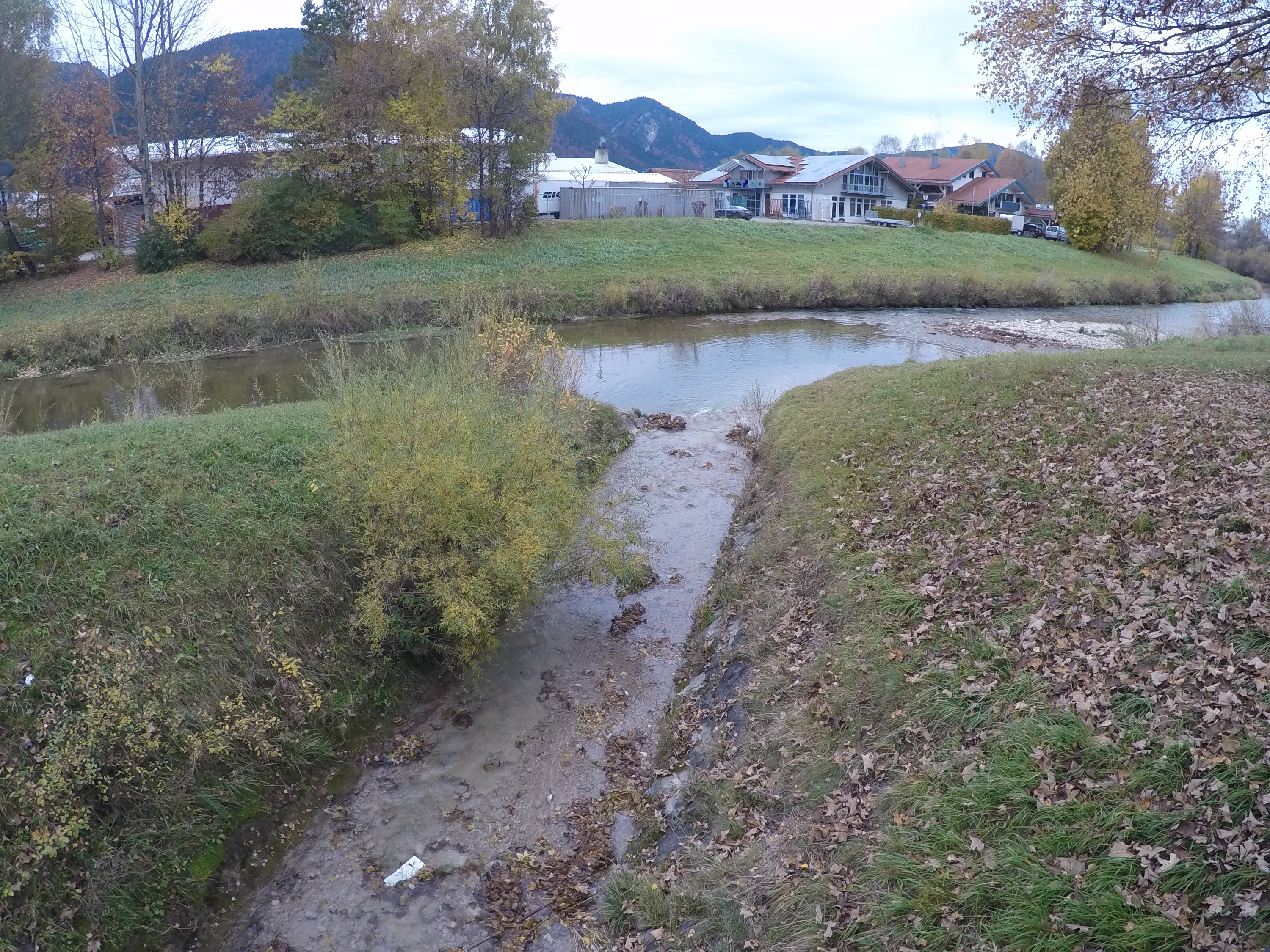
Mündung in die Ammer

Der Himmelreichgraben entspringt am Aufacker an der Südflanke des Himmelreichrückens etwa 400 Meter östlich des Gipfels des Kleinen Aufackers auf einer Höhe von etwa 1376 m ü. NHN. Der Bach fließt zunächst Richtung Südost und wendet sich nach etwa einem Kilometer nach Süden, von wo aus er als Große Laine bezeichnet wird. Er fließt in den Talgrund zwischen Aufacker und Laber und folgt diesem nach Westen. Am Ende des Tals passiert er im Oberammergauer Ortsteil St. Gregor die Kapelle St. Gregor, das Schwimmbad Wellenberg und die Talstation der Laber Bergbahn. Der Bach fließt weiter Richtung Westen entlang der Ludwig-Lang-Straße an der Schnitzschule vorbei und mündet in der Nähe der Kläranlage am Nordende Oberammergaus auf einer Höhe von 831 m ü. NHN von rechts in die Ammer.

## Zuflüsse
Auf ihrem Weg zwischen Aufacker und Laber fließen der großen Laine beidseitig mehrere kleine Bäche zu. Die größeren davon sind: 
- Graflaine (rechts)
- Kühlberggraben (rechts)
- Esellaine (rechts)